# Ritratto del cavaliere Giovanni Paolo Pesenti
Il ritratto del cavaliere Giovanni Paolo Pesenti è un dipinto olio su tela di Carlo Ceresa conservato in collezione privata datato 1650. Il dipinto, con altri ritratti dell'artista lo porteranno a diventare uno dei più grandi pittori del Seicento bergamasco.
Della famiglia Pesenti il Ceresa farà nel tempo molti ritratti, tra i quali il primo suo ritratto del 1628 al giovane Gerolamo di Francesco Maria Pesenti.

## Storia e Descrizione
Il dipinto raffigura il cavaliere Giovanni Paolo Pesenti all'età di 71 anni, e presenta l'iscrizione: 
Il personaggio dell'importante famiglia Pesenti di Bergamo, era nato nel 1579, unico figlio di Francesco e Maddalena Medolasa e aveva girato il mondo per poi decidere nel 1612, all'età di 33 anni, di recarsi in Terra Santa. Il suo viaggio durò un anno e lo raccontò nel libro «Pellegrinaggio di Gerusalemme Fatto e descritto per Giovanni Paolo Pesenti», un diario di viaggio. Fu poi nella pasqua del 1613 nominato cavaliere del Santo Sepolcro. 
Il soggetto è raffigurato avvolto nel manto nero dei cavalieri gerosolimitani del Sacro Sepolcro, come indicato dalle cinque croci rosse poste sullo stemma presente nella parte superiore con il blasone della famiglia Pesenti, e il medaglione d'oro che è appeso al collo nonché il ricamo sempre con le cinque croci sulla manica del mantello che danno all'abito un inteso colore. Il Pesenti è inserito in uno sfondo anonimo dalle tonalità grigie scuro che sfumano al nero, poggia la mano destra sul di un libro, diario da lui scritto con vistoso orgoglio, durante il suo viaggio in Terra Santa, mentre con la sinistra trattine un paio di guanti di colore ocra, diventando tutti punti di colore, che con l'ampio collo bianco illuminano la tela. Il corpo sembra chinarsi in avanti sembra per puntualizzare l'importanza della sua opera, con un'espressione particolarmente intensa e vivace, uno sguardo che vuole catturare attenzione. Anche in questo ritratto come nel Ritratto di Bernardo Gritti, l'artista si allontana dai ritratti di matrice veneziana proponendo un'opera decisamente più sobria ma molto naturale.
Il personaggio è inserito in uno ambiente grigio, impersonale, che ricorda i ritratti del Moroni, ma si presenta con un'intensità di sguardo che cattura l'osservatore presentandogli un personaggio di grande personalità.
Il padre di Giovanni Paolo, Francesco, ebbe altri due figli in seconde nozze, con Elena Careggi, Giovanni e Girolamo, di entrambi il Ceresa farà il ritratto. Il primo Ritratto di Giovanni di Francesco Pesenti conservato in collezione privata e eseguito nel 1650; ci presenta un personaggio di sessantadue anni, come riporta lo dicitura posta sul lato sinistro superiore, e lo stemma della famiglia Pesenti su quello superiore destro. Il Ceresa ripropone lo schema che era di sua abitudine, con la mano sinistra del personaggio poggiante sul messale posto su di un tavolo mentre la destra sul fianco mentre trattiene tra le dita un cappello a larghe falde. Del dipinto ne farà una copia che gli eredi doneranno all'allora Ospedale Maggiore.
Del secondo figlio il Ceresa fece il ritratto datato 1628, il primo dei ritratti eseguiti dall'artista: Ritratto di Girolamo di Francesco Pesenti, raffigurato all'età di 28 anni, forse in occasione del suo matrimonio con Teodora Agazzi. A fianco del personaggio l'artista raffigura una finestra aperta, riproponendo lavori moroniani. Il dipinto verrà più volte ritoccato non permettendone uno studio preciso. I figli del Girolamo verranno ritratti ancora dal Ceresa nel 1650 Ritratto di Pietro Maria Pesenti di ventun anni, e nel 1657 della moglie Ritratto di Maria passi in Pesenti e nel medesimo anno  Ritratto di Anna Maria Pesenti a ventun anni, figlia di Girolamo.